# 導音
導音是音階的第七個音級并且跟主音有小二度关系。例如在C大調中，導音是B音。它與同為第七個音級的下主音的分別在於:導音和主音的音程為一個小二度，而下主音和主音的音程則為一個大二度，即導音和下主音相差一個半音。導音可用於大調和小調（但自然小调没有，只有下主音），但下主音通常只用於小調。

## 導和弦
導和弦就是任何基於導音，而且使用同一音階的音的和弦。例如在C大調中，導音是B音，導三和弦就是B-D-F。

### 三和弦
大調中的導音三和弦是一個減三和弦，記作VII。(在C大調中的導音三和弦是B-D-F)小調中的導音三和弦也是一個減三和弦，但記作vii。(在C小調中的導音三和弦為B♮-D-F)

### 七和弦
在大調中，導音七和弦是一個半減七和弦，在C大調中，導音七和弦為B-D-F-A。而在小調中，導音七和弦則是一個減七和弦，在C小調中，導音七和弦為B♮-D-F-A♭。

## 各大調中的導音
| 調      | 導音 | 調    | 導音 | 調      | 導音 |
| ------- | ---- | ----- | ---- | ------- | ---- |
| 降C大調 | B♭   | C大調 | B    | 升C大調 | B♯   |
| 降D大調 | C    | D大調 | C♯   | 升D大調 | C♯♯  |
| 降E大調 | D    | E大調 | D♯   | 升E大調 | D♯♯  |
| 降F大調 | E♭   | F大調 | E    | 升F大調 | E♯   |
| 降G大調 | F    | G大調 | F♯   | 升G大調 | F♯♯  |
| 降A大調 | G    | A大調 | G♯   | 升A大調 | G♯♯  |
| 降B大調 | A    | B大調 | A♯   | 升B大調 | A♯♯  |